# NGC 3566
NGC 3566 је појединачна звезда у сазвежђу Пехар која се налази на NGC листи објеката дубоког неба.
Деклинација објекта је - 20° 1' 44" а ректасцензија 11h 7m 52,1s. Привидна величина (магнитуда) објекта NGC 3566 износи 14,6 а фотографска магнитуда 15,5.